# Andreas Knitz
Andreas Knitz (* 1963 in Ravensburg) ist ein deutscher Architekt und Künstler. Bekannt ist Knitz für seine Kunstprojekte, die er als Interventionen im öffentlichen Raum versteht. Dazu gehören eine Anzahl „Gegen-Denkmale“, die er zusammen mit dem Künstler Horst Hoheisel erstellte.

## Ausstellungen
- 1995 Museum für Sepulkralkultur, Kassel
- 1999 Crushed History - Art as a roundabout way, Thüringisches Staatsarchiv Weimar
- 2000 Oberösterreichische Landesgalerie, Linz
- 2001 Arte da Memória, USP Maria Antonia, Sao Paulo
- 2002 und 2003 MariAntonia / memoriAntonia, USP Maria Antonia, Sao Paulo
- 2003 Pássaro Livre - Vogel Frei, Pinacoteca, Sao Paulo

## Projekte

### In Zusammenarbeit mit Horst Hoheisel
- A memorial to a memorial (Buchenwald 1995)
- Crushed History - Zermahlene Geschichte (Weimar 1997–2002)
- GERMAN GROUND - German grounds (Frankfurt/Berlin 1998)
- 1752 × 12 kg produkt linz (Linz 2000)
- Arte da Memória (São Paulo 2001)
- MariAntonia / memoriAntonia (São Paulo 2002 und 2003)
- Pássaro Livre - Vogel Frei (São Paulo 2003)
- Denkmal der grauen Busse (Ravensburg/Weissenau und wechselnde Orte, 2006)[1]
- Lesezeichen - Erinnerung an die Bücherverbrennung (Bonn 2013)[2]